# 神奈備

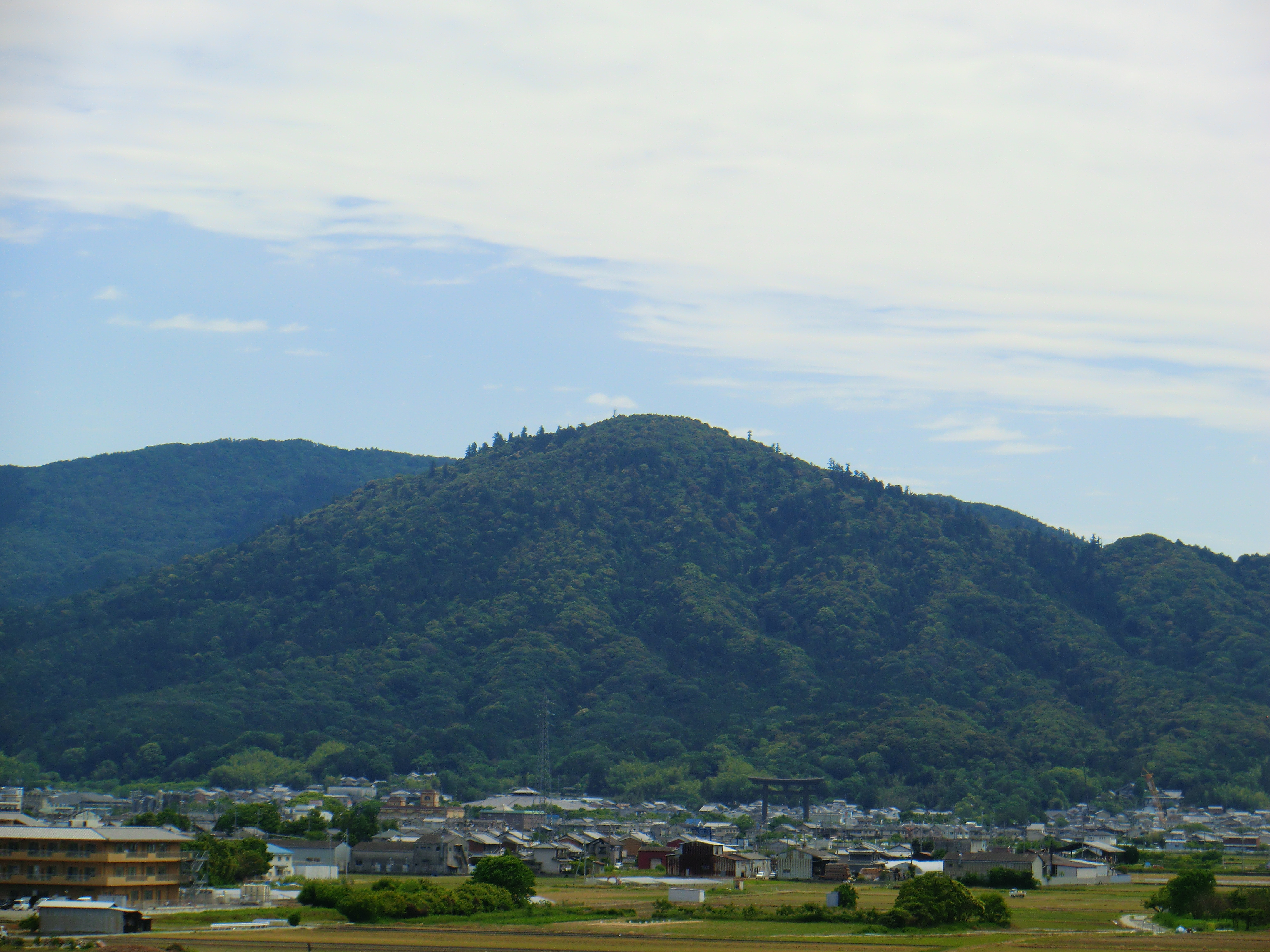
三輪山
大和国一宮・大神神社の神奈備（神体山）。大神神社は山を御神体とし、本殿がない。

神奈備（かむなび・かんなび・かみなび）とは、神道において、神霊（神や御霊）が宿る御霊代（みたましろ）・依り代（よりしろ）を擁した領域のこと。または、神代（かみしろ）として自然環境を神体（しんたい）とすること。

## 概要
神が「鎮座する」または「隠れ住まう」山や森の神域や、神籬（ひもろぎ）・磐座（いわくら）となる森林や神木（しんぼく）や鎮守の森や神体山を、また特徴的な岩（夫婦岩）や滝（那智滝）がある神域などをさす。神籬と磐座の総称でもある。依り代となる森林や岩などがない「神奈備野」もある。
「カンナビ」の語源については諸説ある。「神並び」の「カンナラビ」が「カンナビ」となったとする説や、「ナビ」は「隠れる」を意味し「神が隠れ籠れる」場所とする説がある。また、漢字表記も様々である。
神奈備はアニミズムでもあり、自然への感謝や畏敬や畏怖の体現であるが、神の住まう神域や、常世（とこよ）と現世（うつしよ）の端境、または、その常世と現世をわかつ結界や、禁足地なども意味する。
自然を手付かずに残す事例として、自然環境の保護の観点からも重視され、里山やその周囲の文化として貴重であり、固有の土壌細菌の発見が新薬の開発のきっかけとなることがあるほか、世界中の自然環境学の研究者などが、研究に訪れる場所でもある。
現在の神社神道の神体は「社（やしろ）」であり、神奈備とはいわない。神社神道も本来は日本で自然発生的に生まれた原始宗教といわれ、自然崇拝や精霊崇拝を内包する古神道から派生して現在に至る。現在の神社には、主たる祭神の尊（みこと）とは別に、「自然」という神体が存在するのが常で、神体として注連縄が飾られた社とともに、境内の内外に神木や霊石や鎮守の森の湖沼や滝などの神体が存在する。古い神社では、拝殿や本殿もなく、自然の神奈備そのものを祭神として祀るところもある。

## 『出雲国風土記』におけるカンナビ山

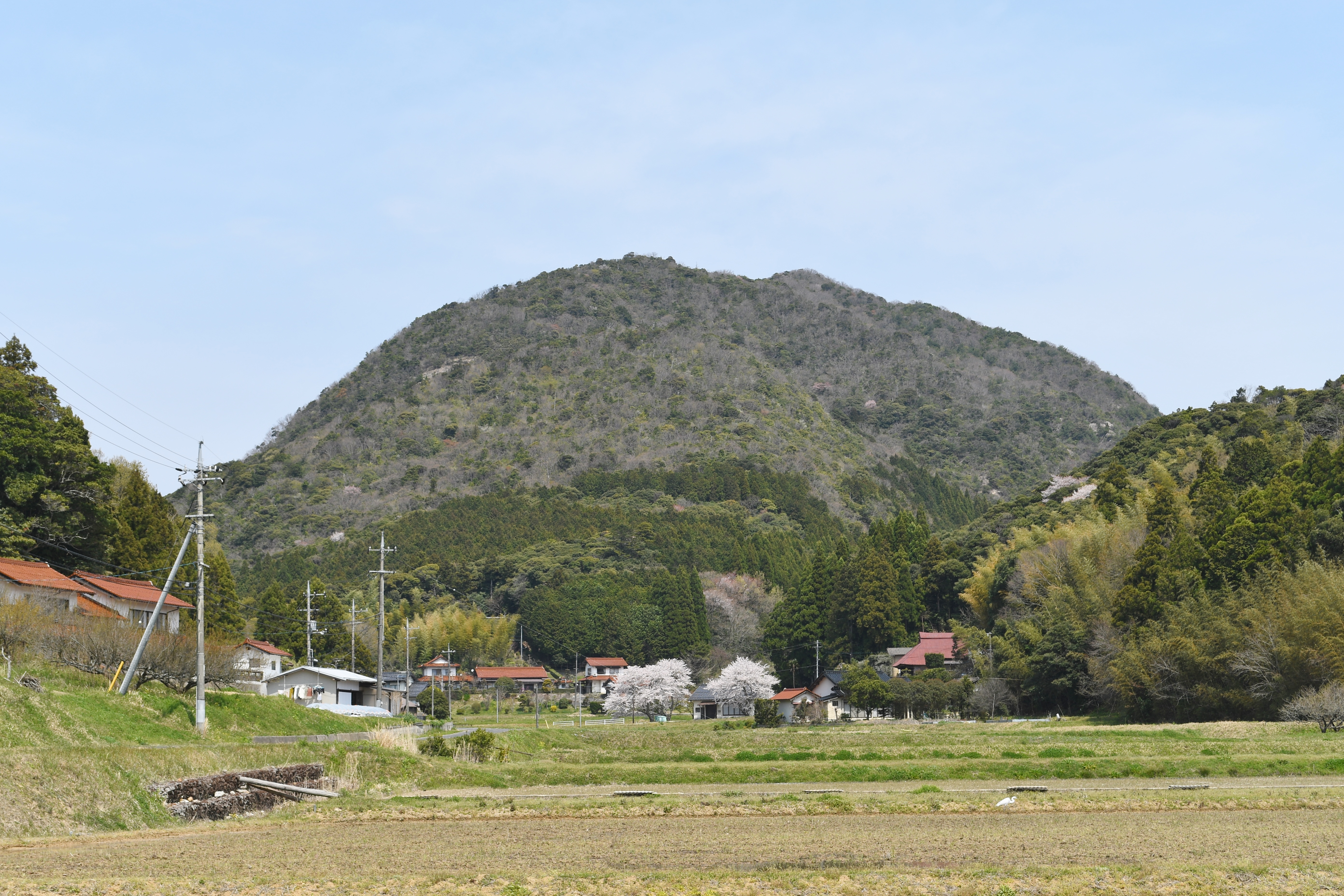
楯縫郡神名樋山（大船山）

『出雲国風土記』には「カンナビ」の山が4か所記載される。
意宇郡の神名樋野
松江市の茶臼山に比定。
秋鹿郡の神名火山
通説では松江市の朝日山に比定される。
楯縫郡の神名樋山
出雲市の大船山に比定。
出雲郡の神名火山
出雲市の仏経山に比定。